# Miguwa
Miguwa ist ein städtischer Verwaltungsbezirk (englisch Ward) des Distrikts Nzega (TC) in der tansanischen Region Tabora.

## Geografie
Miguwa ist ein Bezirk im westlichen zentralen Hochland von Tansania östlich der Distrikthauptstadt Nzega und etwa 110 Kilometer Luftlinie nordöstlich der Regionshauptstadt Tabora. Bei der Volkszählung 2022 lebten 6180 Menschen in 1254 Haushalten auf einer Fläche von 60 Quadratkilometern.
Der Bezirk grenzt im Osten an den Distrikt Igunga, im Norden an den Distrikt Nzega (DC) und sonst an drei Bezirke des Distrikts Nzega (TC).
| Mbogwe    | Wela                                        |      |
|           | Kompassrose, die auf Nachbargemeinden zeigt | Ziba |
| Kitangili | Mwanzoli                                    |      |

## Gliederung
Der Bezirk besteht aus zwei Gemeinden (swahili Mtaa) mit 22 Orten (Kitongoji):
| Miguwa - Miguwa - Shambiti - Itengeja - Kasela - Isukamahela - Shaminhwa - Ngonho - Kachibijo A - Shalemwa A - Shalemwa B - Kachibijo B - Mwalumi - Seki - Shanemba - Isambalilo | Iduguta - Iduguta A - Iduguta B - Itulye - Ukondamoyo A - Ukondamoyo B - Ibelelo A - Ibelelo B |

## Infrastruktur
- Bildung: Die Miguwa Secondary School ist eine staatliche weiterführende Schule, die Tagesschüler bis zur 4. Stufe ausbildet.[8]
- Gesundheit: Im Bezirk gibt es eine staatliche Apotheke.[9]